# Campanha Norte-Africana

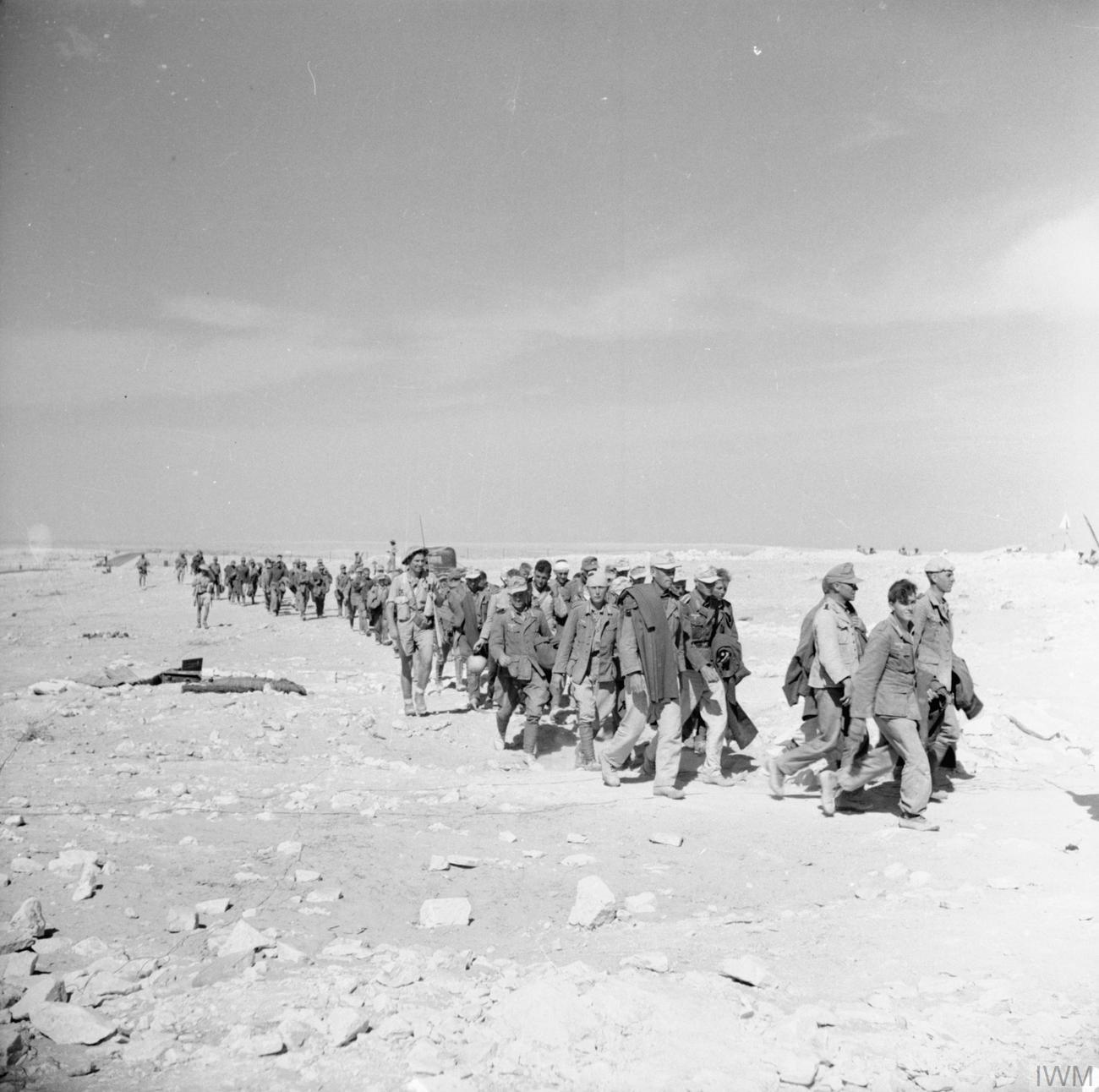
Tropas alemães capturadas pelas forças aliadas.

A Campanha Norte-Africana, também conhecida como Guerra do Deserto, desenrolou-se durante a Segunda Guerra Mundial no deserto norte-africano de 10 de junho de 1940 até 16 de maio de 1943. Incluía campanhas travadas nos desertos da Líbia e do Egito (Campanha do Deserto Ocidental) e no Marrocos e na Argélia (Operação Tocha), bem como Tunísia (Campanha da Tunísia).
A campanha foi travada entre os Aliados e as potências do Eixo. O esforço de guerra dos aliados era protagonizado pela Commonwealth e por exilados da Europa sob ocupação alemã. Os Estados Unidos entraram na guerra em 1941 e começaram a dar assistência militar direta na África do Norte em 11 de maio de 1942.
A luta na África do Norte começou com a declaração de guerra do Reino da Itália em 10 de junho de 1940. Em 14 de junho, o 11º Hussars Exército Britânico (composto por integrantes do 1º Royal Tank Regiment ou Primeiro Regimento Real de Tanques) cruzou a fronteira líbia e capturou o Forte Capuzzo, italiano. Seguiu-se uma ofensiva italiana no Egito e, depois, uma contraofensiva britânica em dezembro de 1940 Operação Compasso. Durante a Operação Compasso, o 10º Exército italiano foi destruído e o Afrika Korps da Alemanha Nazista, comandados pelo marechal-de-campo Erwin Rommel, foram enviados para a África do Norte, durante a Operação Sonnenblume, para apoiar as forças italianas e prevenir uma completa derrota do Eixo.
Uma série de batalhas pelo controle da Líbia e partes do Egito seguiram-se e tiveram seu clímax na Segunda Batalha de El Alamein, quando as forças britânicas, sob o comando do tenente-general Bernard Montgomery, imprimiram uma derrota decisiva contra as forças do Eixo e empurraram-nas para a Tunísia. Depois dos desembarques aliados no Norte da África (Operação Tocha), sob o comando do General Dwight Eisenhower, no fim de 1942, e após as batalhas dos Aliados contra as forças da França de Vichy (que, depois disso, uniram-se aos Aliados), as forças combinadas dos Aliados cercaram as forças do Eixo no norte da Tunísia e forçaram-nas a se renderem.
Ao fazer os batalhões do Eixo lutarem num segundo front no Norte da África, os Aliados deram algum alívio à União Soviética, que lutava conta o Eixo no frente oriental. Informação obtida pela operação de decodificação britânica Ultra deu uma contribuição decisiva ao sucesso aliado na campanha norte-africana.

## Campanha no Deserto Ocidental
A Campanha Norte-Africana foi de importância estratégica tanto para os Aliados quanto para o Eixo. Os Aliados usaram-na como um passo na direção de um segundo front contra o Eixo na Europa e para ajudar a aliviar a pressão do Eixo no Front leste. As potências do Eixo planejavam dominar o Mediterrâneo por meio do controle de Gibraltar e do Canal de Suez, intencionavam promover uma bem-sucedida campanha na África do Norte e, ainda, atacar os ricos campos de petróleo do Oriente Médio. Isto acabaria com os suprimentos de combustível dos Aliados na região e aumentaria tremendamente os suprimentos disponíveis para a máquina de guerra do Eixo.
Em 13 de setembro de 1940, a Itália enviou o 10º Exército, estacionado na Líbia, numa invasão de 200 mil soldados no protetorado britânico no Egito e armaram fortes defensivos em Sidi Barrani. Mas o general italiano Graziani, sem apoio de inteligência ou de agentes infiltrados nas forças Aliadas na região, decidiu não continuar adiante em direção ao Cairo.
As forças Aliadas tinham 36 mil homens a menos comparados com o total de 200 mil do Eixo. Mesmo assim, ao fim de 1940, os Aliados lançaram um contra-ataque Operação Compasso, mais bem-sucedido do que o esperado, resultando na destruição da maior parte do 10º Exército Italiano e no avanço das forças Aliadas para El Agheila. A derrota estrondosa não passou despercebida e novas tropas italianas sob Uldo Capzoni juntamente com tropas alemãs, os Afrika Korps sob o comando de Erwin Rommel foram enviadas para reforçar as forças italianas no oeste da Líbia. Ao mesmo tempo, as forças que haviam derrotado os italianos haviam se retirado do Deserto Ocidental, uma divisão de infantaria australiana foi enviada para apoiar os batalhões gregos durante a Batalha da Grécia e, enquanto a 7ª Divisão Blindada foi enviada para o delta do Nilo para reabastecimento, e divisões inexperientes e enfraquecidas os substituíram.
Embora Rommel tenha recebido ordem para simplesmente manter a posição alemã, articulou um reconhecimento em força que logo tornar-se-ia uma plena ofensiva a partir de El Agheila em março de 1941, a qual, com exceção de Tobruk, conseguiu fazer os Aliados recuarem além de Sollum de volta para o Egito, colocando ambos os lados aproximadamente de volta para suas posições antes da guerra.
As forças Aliadas lançaram um pequeno ataque, Operação Brevidade, numa tentativa de empurrar as forças do Eixo mais para trás da fronteira, mas falharam. Seguiu-se então uma ofensiva em maior escala, Operação Battleaxe, com o objetivo de aliviar o cerco Alemão em Tobruk, o que também falhou.
Durante o consequente impasse, as forças Aliadas reorganizaram-se. Archibald Wavell obteve sucesso como comandante-em-chefe Comando do Oriente Médio e a Força do Deserto Ocidental foi reforçada com um segundo Corpo para formar o novo 8º Exército Britânico, o qual, neste tempo, foi composto de unidades dos Exércitos britânico, australiano, da Índia Britânica, neozelandês e sul-africano. Havia também uma brigada da França Livre sob o comando de Marie-Pierre Koenig. A nova formação lançou outra ofensiva, Operação Crusader, em novembro de 1941 e, em janeiro de 1942, recapturou todo o território recentemente conquistado por alemães e italianos. Novamente, o front moveu-se para El Agheila.
Depois de receber suprimentos e reforços de Tripoli, o Eixo novamente atacou, derrotando os Aliados na Batalha de Gazala em junho e capturando Tobruk. As forças do Eixo empurraram o 8º exército de volta para trás da fronteira egípcia e foram detidas em julho a apenas 90 km de Alexandria durante a Primeira Batalha de El Alamein.
O general Claude Auchinleck, que tinha assumido pessoalmente o comando do 8º exército depois da derrota em Gazala, perdeu o posto depois da Primeira Batalha de El Alamein e foi substituído pelo general Harold Alexander. O tenente-general William Gott havia recebido o comando do 8º Exército, mas foi morto no caminho e substituído pelo tenente-general Bernard Montgomery.
As forças do Eixo fizeram uma nova tentativa para penetrar em Cairo no fim de junho durante a Alam Halfa, mas foram detidas. Depois de um período de reequipamento e treino, o 8º Exército Inglês lançou uma grande ofensiva, derrotando decisivamente os batalhões ítalo-germânicos durante a Segunda Batalha de El Alamein no fim de outubro de 1942. O 8º Exército então empurrou as forças do Eixo para o oeste, conquistado Tripoli em meados de janeiro de 1943. Em fevereiro, o 8º Exército enfrentava os Panzer ítalo-germânicos perto do front Mareth, sob a liderança do 18º Grupo de Exércitos, comandado por Harold Alexander, na fase final da guerra no norte da África, a Campanha Tunisiana.

## Operação Tocha
A Operação Tocha começou em 8 de novembro de 1942 e terminou em 11 de novembro de 1942. Numa tentativa de derrotar as forças alemães e italianas, as forças Aliadas dos Estados Unidos e a Grã-Bretanha aterrissaram na África do Norte ocupada por tropas da França de Vichy sob a premissa de que haveria pouca ou nenhuma resistência. Contudo, as forças da França de Vichy envidaram uma resistência poderosa e sangrenta contra os Aliados em Orã e no Marrocos. Mas não em Argel, onde um golpe de estado feito pela resistência francesa em 8 de novembro foi bem-sucedido em neutralizar o 19º Exército francês e em prender os comandantes de Vichy. Consequentemente, as ocupações aliadas praticamente não encontraram oposição em Argel e a cidade foi conquistada no primeiro dia bem como todo o comando da África de Vichy. Depois de três dias de conversações e ameaças, o general Mark Clark e Eisenhower obrigaram o Almirante de Vichy François Darlan (e o general Alphonse Juin) a ordenarem o fim da resistência armada em Orã e no Marrocos pelas forças francesas, em 10 de novembro e em 11 de novembro, com o aviso de que Darlan comandaria uma administração em favor da França Livre.
As campanhas aliadas forçaram o Eixo a ocupar a França de Vichy. Além disso, a esquadra francesa foi capturada em Toulon pelos italianos, o que não foi grande vantagem para estes porque a maior parte desta esquadra havia sido parcialmente destruída para prevenir seu uso pelas potências do Eixo. O batalhão de Vichy na África do Norte uniu-se aos Aliados.

## Campanha Tunisiana
Depois das ofensivas terrestres da Operação Tocha (desde novembro de 1942), os alemães e italianos iniciaram a formação de tropas na Tunísia para preencher o vácuo deixado pelas tropas de Vichy com sua retirada. Durante este período de fraqueza, os Aliados foram contrários a um avanço rápido contra a Tunísia enquanto tinham problemas com as autoridades de Vichy. Muitos dos soldados aliados perderam tempo na mesma posição por conta do status incerto e das intenções das tropas de Vichy.

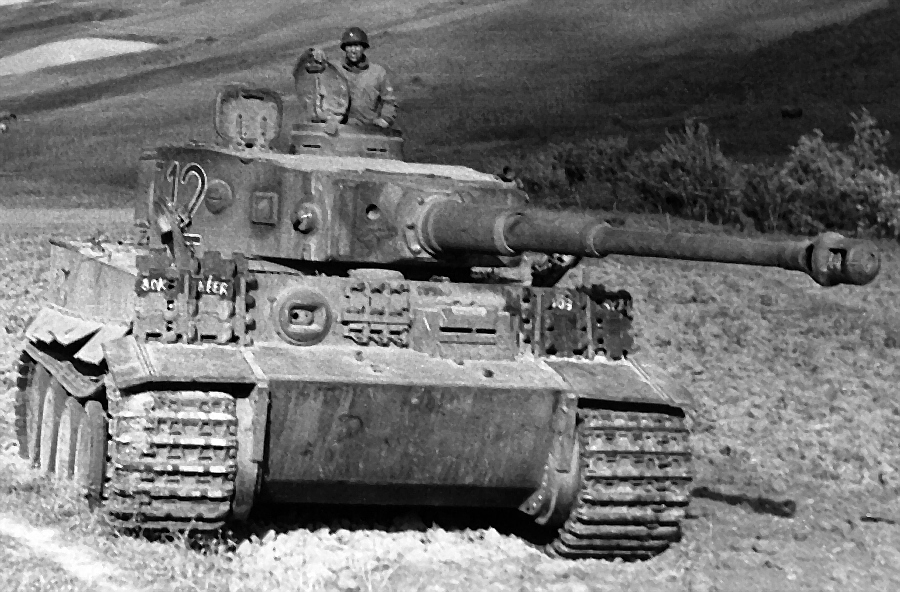
Tanque alemão Tiger I do 501° Batalhão de Panzer Pesado capturado pelos estadunidenses na Tunísia

Em meados de novembro, os Aliados conseguiram avançar para Tunísia, mas somente com a força de uma divisão. No começo de dezembro, a Força Tarefa Oriental da 78ª Divisão de Infantaria Britânica e integrantes da 1ª Divisão Blindada dos Estados Unidos avançaram em direção ao leste até apenas 30 km de Tunis. Nesta altura, o Eixo tinha uma divisão alemã e cinco italianas na Tunísia para reforçar sua defesa. Os aliados foram destruídos.
Durante o inverno, seguiu-se um período de impasse, durante o qual os dois lados continuaram a formar tropas. Na altura do ano novo, as forças aliadas eram formadas pelo 1º Exército Americano e por três Divisões britânicas, seis americanas e uma francesa, além de soldados de outras nações aliadas. Na segunda metade de fevereiro, no leste da Tunísia, Rommel e von Arnim tiveram algum sucesso principalmente contra tropas francesas e americanas inexperientes, mais destacadamente ao cercar o US II Corps na Batalha de Kasserine Pass.
No começo de março, o 8º Exército britânico, avançando em direção ao oeste ao longo da costa norte-africana, havia atingido a fronteira tunisiana. Rommel e von Arnim foram cercados e superados na qualidade das manobras, no número de homens e armas. O 8º Exército britânico desbaratou a defensiva do Eixo na Linha Mareth no final de março e o 1º Exército lançou uma ofensiva grande na Tunísia central em meados de abril para pressionar as forças do Eixo até que sua resistência na África fosse derrotada por completo, o que aconteceu em 13 de maio de 1943, com um saldo superior a 275 mil prisioneiros de guerra. Esta grande derrota de tropas experientes reduziu grandemente a capacidade militar das potências do Eixo, embora a maior parte das tropas delas tenham escapado da Tunísia. Esta derrota na África levou à conquista de todas as colônias italianas em África.

## Conclusão
Depois da vitória dos Aliados na Campanha Norte-Africana, o palco estava armado para a Campanha da Itália começar. A invasão aliada da Sicília teve início apenas dois meses depois, em julho de 1943.